# Héctor Pineda Salazar
Héctor Elías Pineda Salazar (Barranquilla, 2 de enero de 1953) es un exguerrillero y político colombiano. Perteneció al Movimiento 19 de Abril (M-19) y fue miembro de la Asamblea Nacional Constituyente por la Alianza Democrática M-19 en 1991.

## Biografía
Nacido en Barranquilla. Vocero de los acuerdos de paz firmados entre el gobierno del presidente Virgilio Barco y el Movimiento 19 de Abril (M-19) en 1989. Fue candidato a la Gobernación del Atlántico.
Fue elegido miembro de la Asamblea Nacional Constituyente por la Alianza Democrática M-19 en 1991. Coautor del ordenamiento territorial en la Constitución Política de Colombia (municipios, áreas metropolitanas, pedagogía constitucional).
Se ha desempeñado como columnista y comentarista editorial en medios de comunicación virtuales, impresos y televisión. Consultor del Programa de las Naciones Unidas para el Desarrollo para asuntos de reinserción y educación para la convivencia pacífica. Promotor de la Consulta Popular por la Paz en Aguachica (Cesar). Promotor del Voto en sentido negativo (votodigNO) del referendo. Fundador de colectividades políticas. Coautor asesor del proceso de participación ciudadana ambiental en Bogotá - Mandato Verde.